# Fábio Santos
Fábio Santos Romeu (sinh ngày 16 tháng 9 năm 1985) là một cầu thủ bóng đá người Brasil.

## Đội tuyển bóng đá quốc gia Brasil
Fábio Santos Romeu thi đấu cho đội tuyển bóng đá quốc gia Brasil từ năm 2012.

## Thống kê sự nghiệp
| Đội tuyển bóng đá Brasil | Đội tuyển bóng đá Brasil | Đội tuyển bóng đá Brasil |
| Năm                      | Trận                     | Bàn                      |
| ------------------------ | ------------------------ | ------------------------ |
| 2012                     | 3                        | 0                        |
| Tổng cộng                | 3                        | 0                        |